# Le Bousquet-d'Orb
Le Bousquet-d'Orb là một xã thuộc tỉnh Hérault trong vùng Occitanie ở phía nam nước Pháp. Xã này nằm ở khu vực có độ cao trung bình 257 mét trên mực nước biển. Dân số thời điểm năm 1999 là 1483 người.